# Klaus Piontek
Klaus Piontek (* 28. Februar 1935 in Trebnitz; † 22. Juni 1998 in Berlin) war ein deutscher Schauspieler.

Grabstätte

## Leben
Bereits im Schulalter war Klaus Piontek als Sprecherkind darstellerisch tätig. Das war im Hörspielstudio des damaligen Mitteldeutschen Rundfunk in Leipzig. Piontek studierte von 1953 bis 1956 Schauspiel an der Theaterhochschule Leipzig und kam über Bühnenstationen in Halberstadt und dem Staatsschauspiel Dresden 1962 schließlich ans Deutsche Theater Berlin. Als Ensemblemitglied des Deutschen Theaters, dem er bis zu seinem Tod angehörte, prägte er 36 Jahre lang das Erscheinungsbild der Bühnenschauspieler. Thomas Langhoff würdigte ihn als einen der „hervorragenden Vertreter seines Berufsstandes“. Benno Besson liebte Pionteks Fähigkeit, eine Figur behutsam von innen zu charakterisieren.
Neben seiner Theatertätigkeit arbeitete Piontek ab 1962 auch als Film- und Fernsehdarsteller (für DEFA, Fernsehen der DDR), ohne sich jedoch auf ein Genre festzulegen. Neben Krimis, Historienfilmen und Märchen wurde er jedoch vorwiegend für seine Mitwirkung in Gegenwartsfilmen bekannt. Mit seiner markanten Stimme war er zudem als Synchronsprecher (z. B.: George Kennedy in Die nackte Kanone 2+3) aktiv und Sprecher in diversen Hörspielen, nicht zuletzt für Kinder.
Piontek starb am 22. Juni 1998, mit 63 Jahren, an den Folgen einer Krebserkrankung. Er wurde auf dem Berliner Französischen Friedhof I beigesetzt.

## Theaterrollen (Auswahl)
(Deutsches Theater / Kammerspiele)
- George Bernard Shaw „Candida“ – Eugen Marchbanks (1960)
- Anton Tschechow „Der Kirschgarten“ – Pjotr Trofimow (1961)
- Friedrich Schiller „Wilhelm Tell“ – Arnold von Sewa (1962)
- Peter Hacks nach Aristophanes (Uraufführung); Regie: Benno Besson „Der Frieden“ – Hermes (1962)
- William Shakespeare „Zwei Herren aus Verona“ – Valentin (1963)
- Molière „Der Tartüff“ – Valere (1963)
- Ketti Frings nach Thomas Wolfe „Schau heimwärts, Engel“ – Eugene Grant (1964)
- Carl Sternheim „1913“ – Hartwig Prinz Oels (1964)
- Johannes R. Becher „Der große Plan“ – Mitwirkender (1964)
- George Bernard Shaw „Die Millionärin“ – Julius Sagamore (1965)
- Alfred Matusche „Der Regenwettermann“ – Waren (1965)
- Arthur Miller „Zwischenfall in Vichy“ – Major (1965)
- William Shakespeare „Maß für Maß“ – Vincentino (1966)
- Sophokles / Bearbeitung: Heiner Müller nach Friedrich Hölderlins Übersetzung / Uraufführung „Ödipus Tyrann“ – Bote aus Korinth (1967)
- Ariano Suassuna „Das Testament des Hundes“ – Teufel (1968)
- Molière „Don Juan oder Der steinerne Gast“ – Francisque (1968)
- Johann Wolfgang von Goethe „Faust – Der Tragödie erster Teil“ – Gabriel (1968)
- Günther Rücker / Uraufführung „Der Herr Schmidt“ – Stieber (1969)
- Werner Heiduczek / Uraufführung „Die Marullas“ – Leupold (1969)
- Helmut Baierl „Der lange Weg zu Lenin“ – Schwarkin (1970)
- Hans Magnus Enzensberger „Das Verhör von Habana“ – Carlos Manuel de Varona (1970)
- Friedrich Schiller „Kabale und Liebe“ – Wurm (1972)
- Ignati Dworezki „Der Mann von draußen“ – Tscheschkow (1973)
- Pablo Neruda „Glanz und Tod des Joaquin Murieta“ – Stimme des Dichters (1974)
- Carlo Goldoni „Die Sommerfrische“ – Ferdinando (1974)
- Franz Xaver Kroetz „Oberösterreich“ – Heinz (1974)
- Heinrich von Kleist „Prinz von Homburg“ – Graf Hohenzollern (1975)
- Heinrich von Kleist „Der zerbrochene Krug“ – Licht (1975)
- William Shakespeare „König Lear“ – Oswald (1976)
- Wassili Schukschin „Der Standpunkt“ – Alik (1976)
- Peter Hacks „Prexaspes“ – Smerdes (1979)
- Friedrich Schiller „Die Piccolomini / Wallensteins Tod“ – Questenberg; Oberst Wrangel (1979) (Fernsehaufzeichnung) 1987
- Wolfgang Borchert „Draußen vor der Tür“ – Kabarettdirektor (1980)
- Peter Hacks „Senecas Tod“ / Uraufführung – Nikodrom (1980)
- Friedrich Schiller „Maria Stuart“ – Burleigh (1980)
- Georg Büchner „Dantons Tod“ – Philippeau (1981)
- Michail Bulgakow nach Molière „Verschwörung der Heuchler“ – Ludwig XIV (1982)
- Heinar Kipphardt „Bruder Eichmann“ – Chass (1983)
- Johannes R. Becher „Die Winterschlacht“ – Nohl (1985)
- Arthur Kopit „Das Ende der Welt mit anschließender Diskussion“ – Trent (1985)
- Hans Lucke „Der doppelte Otto“ – Krüger (1986)
- Thomas Bernhard „Vor dem Ruhestand“ – Höller (1986)
- Seán O’Casey „Kikeriki“ – Pater Domineer (1986)
- Heiner Müller nach William Shakespeare „Hamlet/Maschine“ – Schauspieler/1.Clown/Osric – (1990)
- Heinrich von Kleist „Der zerbrochene Krug“ – Walter (1990)
- Heiner Müller „Mauser“ (1991)
- Heinrich von Kleist „Das Käthchen von Heilbronn“ – Flühe (1991)
- Molière „Tartüffe“ – Orgon (1992)
- Hugo von Hofmannsthal „Der Turm“ – Simon (1992)
- Gerhart Hauptmann „Der Biberpelz“ – Glasenapp (1993)
- Klaus Chatten „Unser Dorf soll schöner werden“ – Hubert Fängewisch (1993)
- Tony Kushner „Engel in Amerika“ – Henry (1994)
- William Shakespeare „Die Geschichte von Heinrich IV.“ – Warwick (1996)
- Thomas Bernhard „Alte Meister“ (1997)

## Theaterarbeiten als Regisseur
(Deutsches Theater / Kammerspiele)
- Gerhart Hauptmann „Die Ratten“ (1977)
- František Langer „Peripherie“ (1977)
- George Bernard Shaw „Ländliche Werbung“ (1991)

## Filmografie (Auswahl)
- 1963: Der andere neben dir (TV) – Regie: Ulrich Thein
- 1964: Doppelt oder nichts (TV) – Regie: Günter Stahnke
- 1965: König Drosselbart – Regie: Walter Beck
- 1965: Die besten Jahre – Regie: Günther Rücker
- 1965: Lots Weib – Regie: Egon Günther
- 1966: Dr. Schlüter (TV) – Regie: Achim Hübner
- 1966: Irrlicht und Feuer (Fernsehfilm, Zweiteiler) – Regie: Heinz Thiel & Horst E. Brandt
- 1966/1972: Der kleine Prinz (TV) – Regie: Konrad Wolf
- 1967: Das Mädchen auf dem Brett – Regie: Kurt Maetzig
- 1967: Er ging allein (TV-Zweiteiler) – Regie: Hans Joachim Hildebrandt
- 1967: Ein sonderbares Mädchen (TV) – Regie: Achim Hübner
- 1967: Blaulicht (TV-Serie; Folge: Der vierte Mann) – Regie: Manfred Mosblech
- 1968: Der Streit um den Sergeanten Grischa (TV) – Regie: Helmut Schiemann
- 1968: Die Toten bleiben jung – Regie: Joachim Kunert
- 1968: Alchimisten (TV) – Regie: Wolfgang Luderer
- 1969: Das siebente Jahr – Regie: Frank Vogel
- 1969: Seine Hoheit – Genosse Prinz – Regie: Werner W. Wallroth
- 1971: Rottenknechte (TV) – Regie: Frank Beyer
- 1970: Junge Frau von 1914 (Fernsehfilm) – Regie: Egon Günther
- 1971: Angebot aus Schenectady
- 1971: KLK an PTX – Die Rote Kapelle – Regie: Horst E. Brandt
- 1971: Anlauf (Fernsehfilm)
- 1972: Die Brüder Lautensack (TV) – Regie: Hans-Joachim Kasprzik
- 1973: Junger Mann (TV) – Regie: Ralf Kirsten
- 1973: Erziehung vor Verdun (TV) – Regie: Egon Günther
- 1973: Das zweite Leben des Friedrich Wilhelm Georg Platow – Regie: Siegfried Kühn
- 1974: Mein lieber Mann und ich (TV) – Regie: Klaus Gendries
- 1975: Die Leiden des jungen Werthers – Regie: Egon Günther
- 1976: Polizeiruf 110: Bitte zahlen (TV-Reihe)
- 1977: Schach von Wuthenow (Fernsehfilm)
- 1977: Mama, ich lebe – Regie: Konrad Wolf
- 1977: Glücksperlen (TV) – Regie: Achim Hübner
- 1977: Polizeiruf 110: Die Abrechnung (TV-Reihe)
- 1977: Die Suche nach dem Vogel Turlipan (Sprecher)
- 1978: Hospital der Verklärung (Szpital przemienienia) – Regie: Edward Żebrowski
- 1978: Ursula (TV)
- 1978: Der Meisterdieb (TV) – Regie: Wolfgang Hübner
- 1979: Ende vom Lied (TV) – Regie: Jurij Kramer
- 1979: Tull (Fernsehfilm)
- 1980: Alle meine Mädchen – Regie: Iris Gusner
- 1980: Hedda Gabler (Studioaufzeichnung Fernsehen)
- 1980: Der Spiegel des großen Magus – Regie: Dieter Scharfenberg
- 1980: Gevatter Tod – Regie: Wolfgang Hübner
- 1980: Das große Abenteuer des Kaspar Schmeck (TV) – Regie: Gunter Friedrich
- 1981: Der lange Ritt zur Schule – Regie: Rolf Losansky
- 1981: Trompeten-Anton (TV)
- 1982: Sabine Kleist, 7 Jahre… – Regie: Helmut Dziuba
- 1982: Der Aufenthalt – Regie: Frank Beyer
- 1983: Martin Luther (TV) – Regie: Kurt Veth
- 1983: Komm, Trappi, komm! (Sprecher)
- 1983: Alfons Köhler (Fernsehfilm)
- 1983: Bürger Luther – Wittenberg 1508–1546 – Sprecher
- 1984: Die vertauschte Königin – Regie: Dieter Scharfenberg
- 1984: Wo andere schweigen – Regie: Ralf Kirsten
- 1985: Die Zeit die bleibt – Regie: Lew Hohmann
- 1986: Der Traum vom Elch – Regie: Siegfried Kühn
- 1986: Der Freischütz in Berlin (TV) – Regie: Klaus Gendries
- 1987: Sachsens Glanz und Preußens Gloria – Regie: Hans-Joachim Kasprzik
- 1987: Die erste Reihe (Fernsehfilm)
- 1989: Der Magdalenenbaum – Regie: Rainer Behrend
- 1990: Aufbruch Leipzig – Oktober 1989 (Sprecher)
- 1990: Geschichten einer Nacht (TV) – Regie: Karl Gassauer
- 1991: Olle Hexe – Regie: Günter Meyer
- 1991: Jugend ohne Gott (TV) – Regie: Michael Knof & Philip Gröning
- 1991: Der Rest, der bleibt (TV) – Regie: Bodo Fürneisen
- 1991: Die Lügnerin – Regie: Siegfried Kühn
- 1991: Farßmann oder Zu Fuß in die Sackgasse – Regie: Roland Oehme
- 1992: Die Spur des Bernsteinzimmers – Regie: Roland Gräf
- 1992: Die Lügnerin
- 1994: Tatort: Singvogel
- 1995: Das Versprechen – Regie: Margarethe von Trotta
- 1997: Der Hauptmann von Köpenick (TV) – Regie: Frank Beyer

## Hörspiele
- 1950: Gustav von Wangenheim: Du bist der Richtige – Regie: Carl Nagel (Hörspiel – Mitteldeutsche Rundfunk AG)
- 1950: Erhard Rühle: Beim Thomaskantor Bach zu Gast – Regie: Werner Wieland (Hörspiel – Mitteldeutsche Rundfunk AG)
- 1963: Anna Elisabeth Wiede: Das Untier von Samarkand – Regie: Flora Hoffmann (Kinderhörspiel – Rundfunk der DDR)
- 1964: Jacques Constant: General Frédéric (Frédéric) – Regie: Hans Knötzsch (Hörspiel – Rundfunk der DDR)
- 1964: Ernst Röhl (Nach Johann Peter Hebel): Zundelfrieders Abenteuer – Regie: Maritta Hübner (Kinderhörspiel – Rundfunk der DDR)
- 1964: William Shakespeare: Macbeth (Malcolm) – Regie: Fritz Göhler (Hörspiel – Rundfunk der DDR)
- 1964: Walter Alberlein: Künstlerpech (Dottermusch, Dramaturg) – Regie: Werner Wieland (Hörspiel – Rundfunk der DDR)
- 1965: Richard Groß: Der Experte ist tot (Minister) – Regie: Wolfgang Brunecker (Hörspiel – Rundfunk der DDR)
- 1966: Manfred Streubel: Nico im Eis – Regie: Joachim Staritz (Kinderhörspiel – Rundfunk der DDR)
- 1966: Bertolt Brecht: Das Verhör des Lukullus (Ausrufer) – Regie: Kurt Veth (Rundfunk der DDR)
- 1967: Rolf Wohlgemuth: Verraten und verkauft (Maurice) – Regie: Peter Groeger (Hörspiel – Rundfunk der DDR)
- 1968: Day Keene/Warren Brand: Naked Fury – Nackte Gewalt (Horace Fletcher) – Regie: Helmut Hellstorff (Kriminalhörspiel – Rundfunk der DDR)
- 1969: Claude Prin: Potemkin 68 (Mitglied des Streikkomitees) – Regie: Edgar Kaufmann (Hörspiel – Rundfunk der DDR)
- 1969: Peter Hacks (nach Aristophanes): Der Frieden (Hermes) – Regie: Wolf-Dieter Panse (Hörspiel – Rundfunk der DDR)
- 1969: Vuk Stefanović Karadžić: Jugoslawische Märchen und Legenden (Ero, Omar) – Regie: Dieter Scharfenberg (Kinderhörspiel – Litera)
- 1970: William Shakespeare: Othello (Rodrigo) – Regie: Gert Andreae (Hörspiel – Rundfunk der DDR)
- 1970: Samuil Aljoschin: Der Diplomat (Mason) – Regie: Hannelore Solter (Hörspiel – Rundfunk der DDR)
- 1970: Emil Manow: Der Mandelzweig (Nasko) – Regie: Helmut Hellstorff (Hörspiel – Rundfunk der DDR)
- 1970: Wilhelm Hauff: Die Geschichte vom kleinen Muck / Die Geschichte vom Kalif Storch (Muck / Kaschnur) – Regie: Joachim Herz (Kinderhörspiel – Litera)
- 1970: Wilhelm Hauff: Der Zwerg Nase / Das Märchen vom falschen Prinzen (Jacob, später Zwerg Nase / Labakan, der Schneidergeselle) – Regie: Joachim Herz (Kinderhörspiel – Litera)
- 1970: Robert Louis Stevenson: Der Flaschenteufel (Keawe) – Regie: Dieter Scharfenberg (Kinderhörspiel – Litera)
- 1971: Bruno Gluchowski: Stahl von der Ruhr (Klimschat) – Regie: Helmut Hellstorff (Hörspiel nach „Blutiger Stahl“ (3 Teile) – Rundfunk der DDR)
- 1972: Ben Jonson: Volpone oder der Fuchs – Regie: Werner Grunow  (Rundfunk der DDR)
- 1972: Brüder Grimm: Das blaue Licht (Wirt) – Regie: Dieter Scharfenberg (Kinderhörspiel – Litera)
- 1972: Brüder Grimm: Tischlein deck dich (Peter) – Regie: Dieter Scharfenberg (Kinderhörspiel – Litera)
- 1972: Samuil Marschak / Johannes Bobrowski: Das Tierhäuschen (Hahn) – Regie: Jürgen Schmidt (Wort) / Bernd Runge (Musik) (Kinderhörspiel – Litera)
- 1973: Honoré de Balzac: Der Ehevertrag – Regie: Horst Liepach (Hörspiel (3 Teile) – Rundfunk der DDR)
- 1973: Werner Gawande: Benders Abschluß (Willmann) – Regie: Werner Grunow (Hörspiel – Rundfunk der DDR)
- 1973: Johann Wolfgang von Goethe: Geschichte des Götz von Berlichingen mit der eisernen Hand (Oelarius) – Regie: Werner Grunow (Hörspiel – Rundfunk der DDR)
- 1973: Brüder Grimm: Der Hase und der Igel (Erzähler) – Regie: Dieter Scharfenberg (Kinderhörspiel – Litera)
- 1974: Joachim Walther: Randbewohner – Regie: Werner Grunow (Hörspiel – Rundfunk der DDR)
- 1974: Wolfgang Müller: Die Spur des Helfried Pappelmann (Morenz, Abteilungsingenieur) – Regie: Wolfgang Schonendorf (Hörspiel – Rundfunk der DDR)
- 1974: Ivan Isacovic: Alter schützt vor Torheit nicht (Sekretär) – Regie: Albrecht Surkau (Hörspiel – Rundfunk der DDR)
- 1974: Brüder Grimm: Die kluge Bauerntochter (König) – Regie: Dieter Scharfenberg (Kinderhörspiel – Litera)
- 1974: Volksbuch: Die Schildbürger (Erzähler) – Regie: Andreas Scheinert (Kinderhörspiel – Litera)
- 1975: Jean Pélégri: Der Aufschrei – Regie: Fritz Göhler (Hörspiel – Rundfunk der DDR)
- 1975: Brüder Grimm: Der gestiefelte Kater (Kater) – Regie: Dieter Scharfenberg (Kinderhörspiel – Litera)
- 1975: Brüder Grimm: Der Trommler (Trommler) – Regie: Dieter Scharfenberg (Kinderhörspiel – Litera)
- 1976: Johann Nestroy: Der böse Geist Lumpacivagabundus oder Das liederliche Kleeblatt (Lumpacivagabundus) – Regie: Maritta Hübner (Hörspiel – Rundfunk der DDR)
- 1976: Alexei Tolstoi: Burattino (Pierrot) – Regie: Dieter Scharfenberg (Kinderhörspiel – Litera)
- 1976: Andrej Platonow: Wanja, der Bär und der Fisch (Zar Agej) – Regie: Dieter Scharfenberg (Kinderhörspiel – Litera)
- 1977: Hans Siebe: Herzogs Frau (Staatsanwalt) – Regie: Achim Scholz (Kriminalhörspiel – Rundfunk der DDR)
- 1977: Roald Dahl: Die Freude des Pfarrers – Regie: Joachim Staritz (Kriminalhörspiel – Rundfunk der DDR)
- 1978: Alexander Puschkin: Märchen vom Zaren Saltan (Erzähler) – Regie: Dieter Scharfenberg (Kinderhörspiel – Litera)
- 1980: Elisabeth Panknin: Prinz Rosenrot und Prinzessin Lilienweiß oder die bezauberte Lilie (Hofrat) – Regie: Joachim Staritz (Kinderhörspiel – Rundfunk der DDR)
- 1983: Lion Feuchtwanger: Erfolg (Landgerichtsdirektor Hartel) – Regie: Werner Grunow (Rundfunk der DDR)
- 1983: Hans Christian Andersen: Die Schneekönigin (Erzähler) – Regie: Rainer Schwarz (Kinderhörspiel – Litera)
- 1984: Albert Wendt: Vogelkopp (Königlicher Sekretär) – Regie: Norbert Speer (Kinderhörspiel – Rundfunk der DDR)
- 1984: Bertolt Brecht: Furcht und Elend des Dritten Reiches – Regie: Achim Scholz (Hörspiel – Rundfunk der DDR)
- 1985: Volksbuch: Till Eulenspiegels mehrsteils wohlige Nacht in der Herberg zu Kneiteln (Kürschner zu Aschersleben) – Regie: Andreas Scheinert, Jürgen Schmidt (Hörspiel – Litera)
- 1986: Hans Christian Andersen: Des Kaisers neue Kleider (Minister) – Regie: Dieter Scharfenberg (Kinderhörspiel – Litera)
- 1986: Wilhelm Hauff: Das kalte Herz (Erzähler) – Regie: Rainer Schwarz (Kinderhörspiel – Litera)
- 1987: Reinhard Griebner: Ich gehöre aber einer anderen Richtung an (Hitler) – Regie: Fritz Göhler (Hörspiel – Rundfunk der DDR)
- 1987: Erich Kästner: Fabian oder Der Gang vor die Hunde (Labudes Vater) – Regie: Joachim Staritz (Hörspiel – Rundfunk der DDR)
- 1987: Albert Wendt: Prinzessin Zartfuß und die sieben Elefanten (Dr. Ing. Mäusel) – Regie: Cox Habbema (Kinderhörspiel – Litera)
- 1989: Peter Brasch: Santerre (Marquis de Sade) – Regie: Joachim Staritz (Hörspiel – Rundfunk der DDR)
- 1989: Gerhard Rentzsch: Szenen vom Lande – Regie: Karlheinz Liefers (Hörspielreihe: Augenblickchen Nr. 1 – Rundfunk der DDR)
- 1991: Gerhard Zwerenz: Des Meisters Schüler – Regie: Hans Gerd Krogmann (Hörspiel – Sachsen Radio)
- 1991: Holger Teschke: Der Schatzhüter im Burgwall – Regie: Gerda Zschiedrich (Kinderhörspiel – Funkhaus Berlin)
- 1991: Gabriel Josipovici: Nachruf auf L. S. (Sprecher) – Regie: Robert Matejka (Hörspiel – RIAS Berlin)
- 1991: Klaus G. Zabel: Hängepartie – Regie: Detlef Kurzweg (Kriminalhörspiel – Funkhaus Berlin)
- 1991: Mario Göpfert: Auf einem hohen Berg als Erzähler, Regie: Gerda Zschiedrich
- 1991: Joachim Knauth: Gottes Stimme als Satan, Regie: Karlheinz Liefers
- 1992: Oscar Wilde: Das Gespenst von Canterville
- 1993: Guido Koster: Im Viertel des Mondes (Le Monsieur) – Regie: Karlheinz Liefers (Hörspiel – DSKultur/SFB)
- 1993: Ingomar von Kieseritzky: Die Abenteuer des Chevalier de Goffray oder 12 Uhr 15 in Jerusalem als Raymond
- 1993: Ingo Stephan: Der letzte Sommer des Joseph Fouché als Herzog von Wellington
- 1994–1995: Michael Koser Professor van Dusen, Regie: Rainer Clute
- 1994: 69. Folge: Professor van Dusen und die schwarze Fünfpenski als Commodore Bowline
- 1995: 75. Folge: Professor van Dusen auf Hannibals Spuren – 1. Teil als Lord Melrose
- 1995: 75. Folge: Professor van Dusen auf Hannibals Spuren – 2. Teil als Lord Melrose
- 1994: Josef Alois Gleich: Udo der Stählerne als Freigraf, Regie: Götz Naleppa (Hörspiel des Monats Januar 1994)
- 1995: Steffen R. M. Kopetzky: Die Entdeckung der Pyramiden als Aron, Regie: Ulrich Simontowitz
- 1996: Djawid C. Borower: In einer anderen Wüste oder Die Assassinen als Dr. Sitter, Regie: Joachim Staritz SFB/Radio Bremen
- 1996: Janwillem van de Wetering: Das Koan als Richter Di, Regie: Götz Naleppa NDR
- 1996: Rolf Schneider: Ein schlechtes, schlechtes Zeichen als Dr. Gerald W. Antkowiak, Regie: Rolf Schneider NDR
- 1997: Uta-Maria Heim: Affenliebe in Brandenburg als Rosa, Regie: Barbara Plensat
- 1997: Holger Böhme: Still Mutter als Lehrer, Regie: Joachim Staritz
- 1997: Jean-Claude Izzo: Total Khéops als Auck
- 1997: Ludwig Tieck: Wie man König wird als Kaufmann, Regie: Wolfgang Rindfleisch
- 1998: Hermann von Pückler-Muskau: Pücklers Raumdeutung als Karl August Fürst von Hardenberg, Regie: Christiane Ohaus Deutschlandradio / Radio Bremen
- 1998: Michael Koser: Cocktail für zwei: Bloody Mary als Shapiro, Regie: Rainer Clute Deutschlandradio